# Lavatory - Lovestory
Lavatory - Lovestory (em russo: уборная история - любовная история, ubornaya istoriya - lyubovnaya istoriya) é um curta-metragem de animação russo criado por Konstantin Bronzit em 2007. Foi indicado ao prêmio Oscar de melhor curta de animação de 2009.

## Enredo
Uma senhora trabalha em um banheiro público como servente. Ela passa todos os dias entediada, pois além de não ter um emprego interessante, ela não tem uma namorado. Até que aparece, misteriosamente, um buquê de flores em seu jarrinho de gorjetas. A partir disso, vários empecilhos vão ocorrer até o momento em que ela descobre quem é o seu admirador secreto.